# 社交孤立
社交孤立（英語：Social isolation）或作社交隔離、社會孤立、社會隔離，指的是人與社會之間完全或是接近完全缺乏聯繫的狀態。社交孤立與孤獨感不同，孤獨只是人的一種短暫性的缺乏連結。社交孤立可能發生在任何年齡的個體上，不過不同年齡族群可能有不同的症狀。
社交孤立有可能是暫時的期間性的狀態，或是終其一生不斷發生的循環，這兩種情況下的特徵皆是相似的。社交孤立的所有型態都可以包括長期的待在家中，且没有與家人、熟人或朋友聯繫，或是在有機會與人接觸時故意避免任何與人的接觸。

## 影響
真正的社會隔離超過多年和幾十年後可能成為種影響個體存在所有方面的慢性病。社交孤立會导致孤独感、對人的恐惧或是喪失自尊心。 缺乏持續的人際接觸也可能導致與社會孤立的人與偶爾交談的外圍朋友發生衝突，或導致家庭成員之間的問題。
在情緒關聯的孤立案例中，個體可能會在他抑鬱發作時孤立自己，直到情緒好轉時才會接觸其他人。其並可能試圖將他的隱藏或孤立行為，合理化為愉快或舒適的。這可能是一个個人因為加劇的焦慮造成了一些內部現實上的一些錯誤而導致了孤立的回應 。關係可能成為一種掙扎，因為人可能只會在低潮或低落情緒中進入孤立狀態，在健康的情緒中又與他人重新聯繫。
Cole等人的研究表明，感知社會孤立與基因表現有關。具體而言，是帶有抗炎糖皮質激素（anti-inflammatory glucocorticoid）反應元件的基因低表達（under-expression）及帶有pro-inflammatory NF-κB/Rel轉錄因子反應元件的基因過表達（over-expression） 。這一發現與孤立個體的下丘腦垂體腎上腺皮質（HPA）軸會產生淋巴細胞敏感度下降的生理調節相互呼應，同時是HPA軸活性增加的證據。證明了長期孤立個體中具有發達的糖皮質激素抵抗作用。
社交孤立是一个可能促成自杀行为的因素，有大量文献指出更多隔离經驗的個體比那些強社交聯繫者更容易自殺 。其中一項研究結果顯示社交孤立是澳大利亞男性自殺企圖中的最常見的風險因素之一。雪梨大學教授Ian Hickie指出，在社会上处于孤立状态也许是影響男性自杀企图最重要的因素。 Hickie也指出大量證據表明男性比女性更容易受到社交網路的限制，而且這些網絡大多是以工作為基礎建立的。
缺乏社会关系會對大腦結構的發展產生負面的影響。藉由幼鼠和猴子在極端的社交隔離的研究顯示，社交行為與關係的缺乏會強烈影響到大腦。

### 在一般的社會性動物物種中
Cacioppo等人提出一個假設：將社會性物種的其中一個成員隔離，會造成有害的生物影响。 2009年Cacioppo和Hawkley在一篇綜述研究中指出，社會性物種成員發現自己處在社會邊緣的時候，其健康、生活和基因遺傳會受到威脅 。例如：社會隔離會使果蠅的壽命縮短；促進小鼠的肥胖症和第2型糖尿病； 在誘導小鼠的中風實驗並會加劇梗塞面積及水肿程度，同時降低中风后存活率；促進大鼠對急性活動抑制（acute immobilisation）或冷壓力（cold stressor）的交感神經腎上腺髓質反應；延迟成年大鼠的神經性运动反應；減少豬的野外活動、增加其基礎皮質醇濃度，並減少其淋巴細胞的有絲分裂及增殖；增加兔子的尿液兒茶酚胺24小時水平和主動脈弓中的氧化应激，並減少調節額葉皮層糖皮質激素反應的基因表達。紫翅椋鸟是一種高度社会化及群聚的鸟種，當小鳥被社會孤立時會显示出压力。

## 背景
社交孤立的潛在原因包含情緒或心理上的挑战。 當一個人感受到無力与人或世界互动，並创建一个不断升级的模式來面對这些挑战，就會造成社交孤立。孤立並可能會有偶發性或長期性情況，這取決於情緒的週期性變化，特別是在臨床抑鬱的情況下。
這種根深蒂固的社交孤立在每一天都發生時可能意味著：
- 並非渴望獨處，而是由於無法進入社交場合，所以無限期的待在家裡。
- 不與任何熟人聯繫、也不被他們聯繫，甚至是周圍的熟人，例如：不會打電話給任何人、也沒有人去過別人的住處。
- 缺乏有意义且長遠的关系，特别是包含感情和身体的親密關係。

### 促成因素
下列风险因素使个人與社會保持距离，並促成社交孤立的原因：
- 家庭暴力：暴力行為人濫用隔離手段以控制他们的受害者[12]。
- 家庭危机：主要發生在一個家庭成員因疏忽而產生的有害行為。 例如：如果父母對孩子做了某些不公正的行动，孩童可能會感到震驚，最終導向失敗主義。此外，這種症狀可能會持續一段很長甚至沒有限期的時間，並伴隨有更多的症狀發生。
- 健康和残疾：人可能因為自己的残疾或健康问题而感到不好意思，這種情況下他们倾向于孤立自己，並因為害怕被歧視或批評而避免社交互动。 包括自闭症和其他障碍都有可能會造成這種情形。
- 丧偶：當一个人與配偶分居、离婚或配偶死亡时，可能会觉得孤独和沮丧。
- 独自生活：國家家庭與婚姻中心（National Center for Family & Marriage Research，NCFMR）於2015年的研究發現美國有13％的成年人獨自生活，比1990年的12％有所提高；45歲以下人口的獨自生活率沒有變化，但45歲至65歲的美國人在過去25年中獨自生活的比率有所上升。 65歲以上的人則不常獨自生活[13]。
- 失业：在工作及職業場所被解雇、釋出或是拒絕任用本身就是被孤立的信號；如果這個人无法找到任何未来的就业工作，社交孤立的症狀可能很快就會產生。
- 衰老：一個人一旦達到認知障礙和殘疾等問題出現的年齡，他們就無法外出和進行社交。
- 交通问题：如果一個人没有交通管道去参加聚会或简单的走出家门，因為没有选择、只能呆在家里一整天，这將可能会產生感情抑郁症。
- 社会逆境：對於那些希望避免不适、危险和背負责任之人。如果感受到其他人經常行為粗魯或粗暴、充滿敵意、批評或評判或其他不舒服的行為，就有可能會發生這種情況。人們會試圖避免处理困難及麻煩的人際關係而更喜欢独处。在某些情況下，每天看不到足夠長的太陽也會影響人類，這當他們試圖出門時，心臟病發作和中暑的機率更高。
- 缺少特定事件：有很多特殊活動充滿了傳統和回憶。但是如果一個人不能參加這些特殊活動，如社交聚會、舞蹈或其他任何形式的活動，就會提高隔離的狀況，並可能無期限的持續。甚至，當另一個人藉由忽略行為阻止其參加這些活動，將可能導致立即的孤立以及包括神經性休克等其他多種症狀，並可能導致受害者對未來任何活動皆保持隔離以避免更多的傷害。
- 孤僻或類分裂型人格障礙：自身排拒或厭惡人群

社交孤立可能在生命的早期就發生。在發展的過程中，個體可能會更加專注於他們的個性感受和想法，而這些感覺和想法並不容易與其他人分享，這可能是由於童年時期的羞恥感，內疚感或疏離感造成的 。社交孤立並會造成发育障碍。有学习障碍者可能更為困难的進行社交活動。遇到學習上的困難更可能极大的影响其自尊和自我价值。留級可以作為一種造成社交孤立的範例。在兒童發展初期適應和被接受的需求相當重要。學習不足可能反過來導致孤立感，因為這在某種程度上造成了個體與其他人的“不同”。
药物滥用也可能是社交孤立的原因或结果， 與很多情緒相關的疾病一樣，也和孤獨感一樣。Kimmo Herttua、Pekka Martikainen、Jussi Vahtera與Mika Kivimäki進行了一項研究，證明社交孤立會可以引導人使用酒精和其他藥物並增加使用的機率。
失去心爱的人可能助長社交孤立。研究指出，寡妇如果和朋友與親屬保持联系將會有更好的心理健康。在這項研究中Jung-Hwa Ha與Berit Ingersoll-Dayton指出有較多社會接觸與互動的寡妇们的抑郁症状較少。在某一段期間因失去所造成的社交孤立不利于個人心理健康。
諸如互联网和移动电话等新科技是否會加剧社交孤立的是當前社會學家爭論的一个主题 。隨著線上社交網絡社群的出現，不需要與現實世界互動的社交活動選擇越來越多，這可能會減少現實世界中人與人的互動，但也可能提供了更多讓社交孤立者接觸社會的機會。
不過並非所有的社交孤立都是不好的，一些人可能會自願過著與世隔絕的生活，而對於希望獨處的人而言，自願性的社交孤立並不會造成身心問題，甚至是有益的。

### 老年人的孤立
社交孤立影响了佔美國人口大约24%的中老年人，也就是大约9千萬的中老年人口 。老年人有一套独特的＂隔离動力學＂。整體健康程度下降及脆弱程度的提高、亲属或子女的存在或互動與否、经济上的掙扎都可能助長孤立的感覺。 中老年人沒有子女陪伴是导致社交孤立的原因，無論孩子是已經死亡或者他們根本沒有孩子，這些孤獨的情況都會導致社交孤立 。退休、日常工作突然結束，親密朋友與配偶的去世也會造成社交孤立。在美國、加拿大和英國，如果80歲到90歲的老年人展現出嚴重的社交孤立跡象，他們會被帶到療養院。其他諸如南欧、东欧、东亚以及加勒比和南美洲，通常不會傾向讓老年人住到療養院，而是寧願讓孩子和其他家人照顧這些年邁的父母直到他們去世 。另一方面，有研究显示，超過66歲以上的老年人中，30%以上的人可以依靠兩个人到一個人解決生活中出現的個人问题。

### 儿童和青少年的孤立
中学时期的青年往往對社会的挑战相當敏感，而且可能有著脆弱的自尊心。在這段脆弱的發展期間，學校是支持学生归属感的重要關鍵。當前的研究 认为，青少年期間是歸屬感发展的重要時段，能夠影響青少年的社交建構、情感健康和学业成就。研究也发现，青少年在友誼關係上的孤独比父母關係上的孤獨更能夠產生抑郁症状。可能的解释是：在青春期時，朋友是社會支持的首选来源。科學家們很早就知道，成年人的孤獨感可能會在未來生活中產生抑鬱症狀。最近，他們也發現孤獨的孩子更容易在青年時期出現抑鬱症狀。研究人员也在研究中證明，防止儿童孤獨可能是一个對抗成年後抑郁症的保護性因素。社交孤立的孩子在成年後往往具有较低的教育程度以及处境不利的社会阶层，而是更可能是心理疾病的患者 。不過也有研究显示，經由社會協助，儿童可以更容易的應付高级别的压力；這也显示了與社会支持紧密联系在一起有助於的感情的掌握、面對压力情境的處理能力以及增加了生活的质量。